# V909 Cassiopeiae
Désignations
V909 Cassiopeiae (en abrégé V909 Cas), en français V909 de Cassiopée, est une étoile variable de type Beta Cephei située dans la constellation de Cassiopée. Elle fait partie de l'association OB8 de Cassiopée, dans le bras spiral de Persée de la Voie lactée. Sa période de pulsation moyenne est de 0,206 779 8 ± 0,000 000 1 jour.